# Couleur profonde
Cet article court présente un sujet plus développé dans : Ton et teinte.
Pour les articles homonymes, voir Profondeur.
Ne doit pas être confondu avec Profondeur de couleur.
En peinture et dans les arts visuels, une couleur profonde est à la fois sombre et intense, saturée,. L'impression de profondeur vient de l'aspect d'une couche profonde d'une substance à la fois transparente et colorée, comme le vin. Plus la lumière traverse une épaisseur importante, plus la couleur s'assombrit, en même temps que la dominante colorée s'accentue, par l'effet de la loi de Beer-Lambert.
Les rouges, les violets, les bleus, les verts sont seuls susceptibles d'être profonds ; les jaunes vifs sont nécessairement lumineux. En augmentant la profondeur, toutes les couleurs tendent vers le noir, aussi peut-on parler d'un noir profond.
L'expression généralisante « couleur profonde » n'est attestée qu'au XIXe siècle ; l'adjectif s'applique à des couleurs particulières depuis au moins 1760.
Les couleurs profondes s'obtiennent en peinture à l'huile par glacis.
En informatique, la profondeur de couleur, sans rapport avec le sens en esthétique, est le nombre de bits que le système utilise pour décrire ses couleurs, duquel dépend le nombre de couleurs qu'il peut coder.